# Comuna Horodok, raionul Rivne, regiunea Rivne
Horodok (în ucraineană Городок) este o comună în raionul Rivne, regiunea Rivne, Ucraina, formată din satele Horodok (reședința), Karaievîci, Karpîlivka, Metkiv, Mîhailivka, Ponebel și Rubce.

## Demografie
Componența lingvistică a comunei Horodok
     Ucraineană (98,51%)
     Rusă (1,46%)
     Alte limbi (0,02%)
Conform recensământului din 2001, majoritatea populației comunei Horodok era vorbitoare de ucraineană (98,51%), existând în minoritate și vorbitori de rusă (1,46%).